# Сто метрів любові
«Сто метрів любові» (пол. Sto metrów miłości) — польська комедія режисера Міхала Вашінського, чорно-білий фільм 1932 року.

## Сюжет
Бродяга Додек вирішив посати спортивну кар'єру. Однак у кожного серйозного спортсмена є меценат, тому для бігуна-початківця таким покровителем стає якийсь Монек або Мішек Ощеп-Сардиненфіс. Незважаючи на успіхи, Додек не цурається свого плану. Він перемагає у бігу на стометрівці, бо любить дівчину з магазину мод і хоче справити на неї враження.

## У ролях
- Адольф Димша — Додек
- Конрад Том — Мішок Ощеп-Сардіненфіс
- Зула Погоржельська — Зося, дівчина з магазину мод
- Мечислав Цибульський — Ян Ленський
- Крістіна Анквіч — Лілі, спортсменка
- Францишок Петерсиле — Януш Педалович, бігун
- Людвік Лавінський — Рибкес
- Дора Калинівна — Дора, сестра Рибкеса
- Єжи Кобуш та інші.